# Consell Empresarial per a la Competitivitat
El Consell Empresarial per a la Competitivitat (CEC) (en castellà: Consejo Empresarial para la Competitividad, CEC), conegut popularment com el «Club de l'Ibex», fou una organització empresarial espanyola, constituïda com a grup de pressió per influir al govern espanyol i a millorar hipotèticament la competitivitat empresarial en plena crisi econòmica.
L'entitat, creada el febrer de 2011 i dissolta el gener de 2017, la conformaren l'Institut de l'Empresa Familiar (IEF), així com les 15 empreses més poderoses de l'Ibex 35, que donaven ocupació a més d'1,7 milions de treballadors i facturaven un 35% del PIB espanyol. Les societats mercantils que componien el CEC foren: Acciona, ACS, Banco Santander, BBVA, El Corte Inglés, Ferrovial, Grupo Planeta, Iberdrola, Inditex, La Caixa, MAPFRE, Mercadona, Repsol i Telefónica; mentre que l'IEF quedà representat per Grupo Barceló, Editorial Prensa Ibérica i Grupo Osborne. Inicialment, Mango i Havas Media Group també formaren el grup però l'abandonaren amb el temps.
Durant la seva existència, el director fou Fernando Casado, expresident de CatalunyaCaixa, mentre que la presidència fou rotativa, començant i acabant en el càrrec César Alierta, president de Telefónica.

## Membres del Consell
En el moment de dissolució de l'entitat, així com durant bona part de la seva existència, els membre del CEC foren:
- Fernando Casado (director)
- César Alierta, Telefónica (president)
- José María Álvarez-Pallete, Telefónica
- Ana Botín, Banco Santander
- Antoni Brufau, Repsol
- José Manuel Entrecanales, Acciona
- Isidre Fainé, La Caixa
- Dimas Gimeno, El Corte Inglés
- Francisco González, BBVA
- Antonio Huertas, MAPFRE
- Pablo Isla, Inditex
- José Creuheras, Grupo Planeta
- Florentino Pérez, ACS
- Rafael del Pino, Ferrovial
- Juan Roig, Mercadona
- Ignacio Sánchez Galán, Iberdrola
- Simón Pedro Barceló, Grupo Barceló (representant IEF)
- Javier Moll, Editorial Prensa Ibérica (representant IEF)
- Ignacio Osborne, Grupo Osborne (representant IEF)